# Hurri dalok

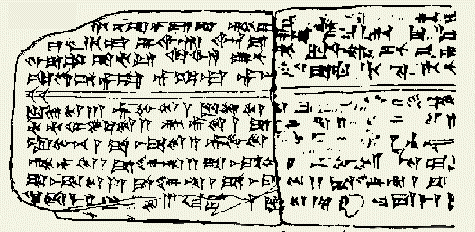
Rajz arról a tábláról, melyen Nikkal himnusza fennmaradt

A hurri dalok ékírásos agyagtáblákon fennmaradt i. e. 14. századi dalok, melyeket Ugarit (ma Rász-Samra, Szíria) városában találtak. Nagy részük töredékes, de egyikük, a h.6 számozást kapott Nikkal-himnusz majdnem teljes egészében fennmaradt, ezzel a világ legrégebbi ismert dallama.

## Története

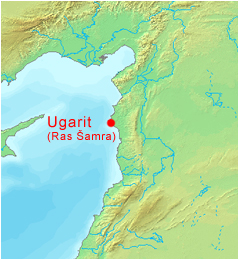
Ugarit, ahol a dalok előkerültek

Az i. e. 14. századi agyagtáblákon, melyeket az 1950-es években találtak az ugariti királyi palota ásatásakor, körülbelül 36 himnusz maradt fenn, nagyrészt töredékesen. Csak egy van köztük, ami nagyrészt sértetlenül maradt meg. A cseréptöredékeket először Emmanuel Laroche publikálta 1955 és 1968 között. Laroche azonosította a régészek által RS 15.30, 15.49 és 17.387 katalógusszámmal jelölt darabokat ugyanazon agyagtábla töredékeiként, az őáltala összeállított katalógusban a himnuszok jelölése h. (mint hurri) 2–17, 19–23, 25–6, 28, 30, a kisebb töredékeké RS. 19.164 g, j, n, o, p, r, t, w, x, y, aa és gg. A Nikkal-himnusz a h.6 számot kapta. 1975-ben publikálták a táblák javított szövegű kiadását. A dal egy himnusz Nikkalhoz, a gyümölcsösök sémi istennőjéhez; az énekes hangszeres kísérettel (valószínűleg lanttal vagy a sammûm nevű kilenchúros hárfával) adta elő. Míg a töredékesen fennmaradt himnuszok közt van, amelyiknek a szerzője neve is fennmaradt, a Nikkal-himnuszé nem. Némelyik táblán a hárfa hangolásához is szerepelnek instrukciók. A tábla a Damaszkuszi Nemzeti Múzeumban található.
A hurri himnuszok ezer évvel korábbiak, mint sok más ókori zenedarab, köztük Szeikilosz sírverse vagy a delphoi himnuszok, de rekonstrukciójuk vitatott, legalább öt, egymástól nagyon eltérő változata létezik.

## Dallam

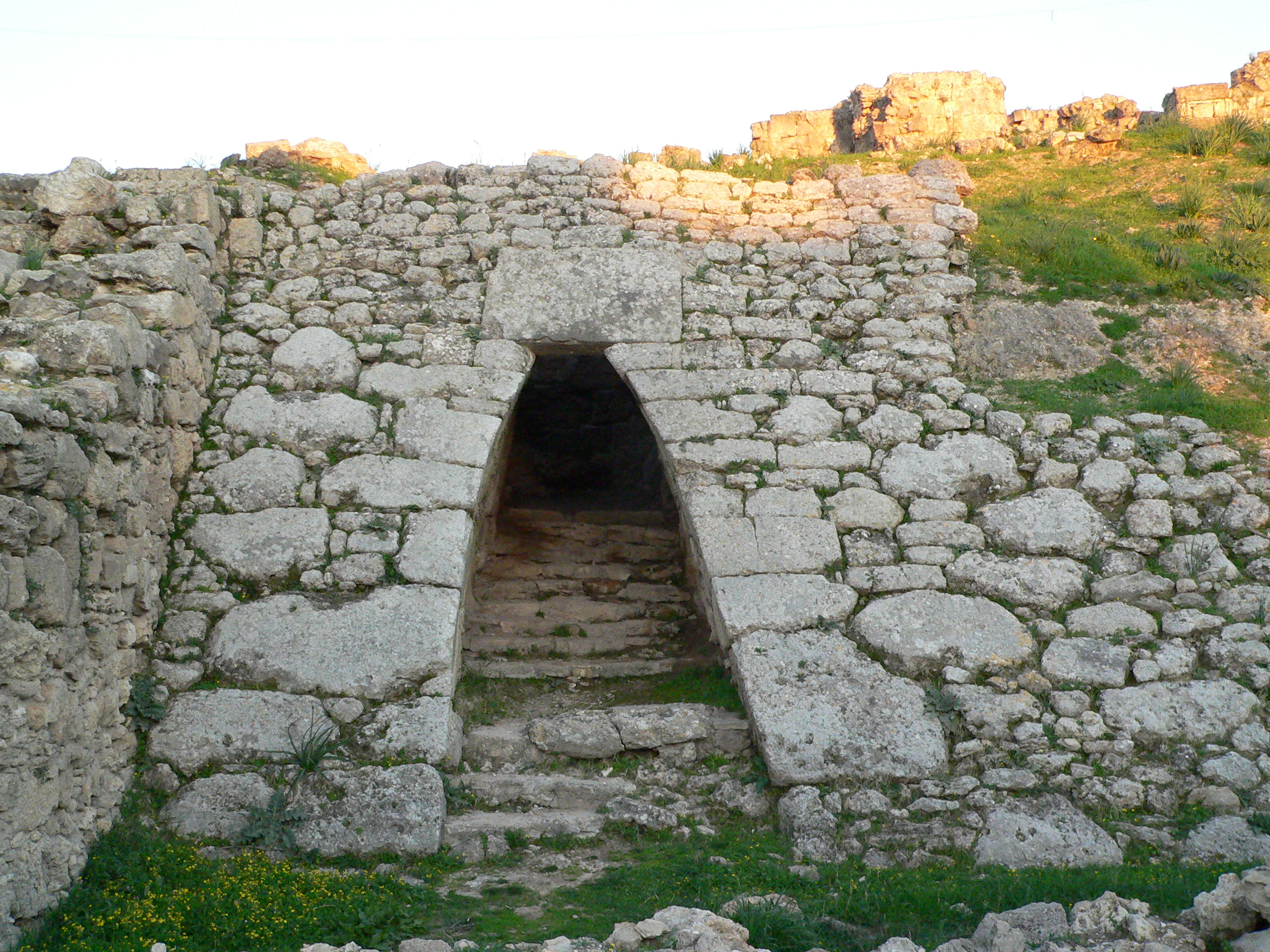
Az ugariti királyi palota bejárata

A h.6 tábla tetején szerepel a hurri nyelvű szöveg, alatta kettős elválasztóvonal. A szöveg folyamatos spirálban íródott, a recto és verso oldalakon váltakozva, ami nem jellemző a babiloni szövegekre. Ez alatt szerepelnek az akkád nyelvű zenei utasítások, melyek hangközökből és számokból állnak. Az értelmezési kísérletek különbözőségei ezen páros jelek jelentéséből, illetve a szöveghez fűződő viszonyuk kérdésességéből fakadnak. A zenei utasítások alatt újabb elválasztóvonal szerepel, alatta kolofonban a következő akkád szöveg: „Ez egy nitkibli [azaz nid qabli hangolású] dal, egy zaluzi, melyet Ammurabi jegyzett le.” Ammurabi mellett egy másik, Ipsali nevű írnokot említenek még a táblák, mindkettő sémi név. A Nikkal-himnusz szerzőjét nem említik, de a töredékesen fennmaradt dalok táblái közül öt említ zeneszerzőt is: Tapšiẖuni, Puẖiya(na), Urẖiya (két himnusz, a h.8 és a h.12 szerzője) és Ammiya. Ezek mind hurri nevek.
Az akkád ékírásos zenei jelölés egy heptaton diatonikus skálára utal, amely három akkád táblán maradt fenn (egy óbabiloni és két későbabiloni kori táblán, kb. az i. e. 18. századból). A babiloni zenében terc, kvart, kvint és szext hangközök szerepelnek, de csak az egyes húrcsoportokra van külön kifejezés, melyeket átfog a kéz ekkora távolságban, azaz nem volt külön szó a kvart vagy kvint fogalmára, de külön neve volt például az 1.–4. húr vagy a 2.–6. húr közti távolságnak, mindez egy hét húr közti skálán (bár magának a lantnak, amit használtak, kilenc húrja volt). Így összesen tizennégy kifejezés írta le a zenét, két kifejezés volt hathúros csoportra, három öthúrosra, négy négyhúrosra és öt háromhúrosra. Meglepő, de nem ismert olyan szó, ami egy hangra utal, és a szeptimre sem találtak akkád kifejezést. Ez a tizennégy húrpár képezi a rendszer alapját, az ókori forrásokban kettesével elrendezve szerepelnek (elöl a húrok száma, utána óbabiloni nevük és fordításuk):
1–5 nīš gab(a)rîm (az ellenpár felemelése)
7–5 šērum (dal?)
2–6 išartum (egyenesen/megfelelően)
1–6 šalšatum (harmad)
3–7 embūbum (nádsíp)
2–7 rebûttum (negyed)
4–1 nīd qablim (középső lehangolás)
1–3 isqum (rész)
5–2 qablītum (közép)
2–4 titur qablītim (középső híd)
6–3 kitmum (lezárás)
3–5 titur išartim (išartum-híd)
7–4 pītum (nyitás)
4–6 ṣ/zerdum (?)
Minden egyes pár első elemének neve a hangolás neveként is használatos. Ezek mind kvintek (nīš gab(a)rîm, išartum, embūbum) vagy kvartok (nīd qablim, qablītum, kitmum' és pītum), egy tudós elsődleges hangközöknek nevezte el őket, míg a hangolásban nem használt másik hetet másodlagos hangközöknek.
Az első két sor transzkripciója:
qáb-li-te 3 ir-bu-te 1 qáb-li-te 3 ša-aḫ-ri 1 i-šar-te 10 uš-ta-ma-a-ri
ti-ti-mi-šar-te 2 zi-ir-te 1 ša-[a]ḫ-ri 2 ša-aš-ša-te 2 ir-bu-te 2.
A hangköznevek rendszertelen sora, a lírai szövegnek tűnő sorok alatti elhelyezkedésük és a számok rendszeres közbeszúrása vezetett arra a következtetésre, hogy a táblákon lekottázott zeneszámok szerepelnek. Némelyik kifejezés valamennyire eltér a korábbi zeneelméleti szövegben szereplő akkád kifejezésektől, ami nem meglepő, tekintve, hogy Ugaritban ezek idegen szavaknak számítottak. Például az irbute a táblákon a babiloni szöveg rebûttum szavának felel meg, a šaḫri a šērum, a zirte = a ṣ/zerdum, a šaššate a šalšatum, a titim išarte pedig a titur išartim kifejezésnek. Emellett néhány további, ritkább szó is szerepel, némelyikük nyilvánvalóan hurri, nem akkád. Mivel ezek megszakítják a hangköz-szám váltakozást, valószínűleg módosítják a megelőző vagy őket követő nevesített hangközt. A h.6 első sorának vége például ušta mari, és ez a két szó a töredékesen fennmaradt táblák némelyikén is szerepel, rendszerint egy szám után, de nem előtte.

## Szöveg
A Nikkal-himnusz szövege nehezen megfejthető, részben mert a hurri nyelvet nem értjük teljesen, részben pedig mert az agyagtábla sérülései miatt a szövegben kisebb lacunák találhatóak. Emellett úgy tűnik, a szöveg egy helyi, ugariti dialektusban íródott, ami különbözik a más forrásokból ismert nyelvváltozatoktól. Az is lehetséges, hogy egyes szavakat máshogy ejtettek, hogy illeszkedjenek a zenéhez. Annyi bizonyos, hogy vallásos szöveg, áldozatokról van benne szó Nikkalhoz, a holdisten feleségéhez. A szöveg négy sorban szerepel a táblán, érdekes módon az első három sor hét utolsó szótagja a tábla verso oldalán (elején) megismétlődik a recto (hátoldal) sorainak elején. Laroche úgy vélte, ezt a technikát a babiloni írnokok módszeréhez hasonlóan itt is azért alkalmazták, hogy megőrizzék a folyamatosságot, amikor egy szöveg több táblára oszlik, Güterbock és Kilmer azonban úgy vélik, hogy mivel ez a módszer sehol nem szerepel ott, ahol az egész szöveg egy táblán szerepel, inkább egyfajta refrénről lehet szó, ami szakaszokra bontja a szöveget. Duchesne-Guillemin úgy tartja azonban, hogy a szöveg recto–verso–recto spirális útja – ami Babilonban nem ismert – elég ok az ismétlésre.
A szöveg értelmezésének első publikált kísérletét 1977-ben tette közzé Hans-Jochen Thiel. Az ő művén alapul egy újabb, de még mindig nem véglegesnek tartott értelmezési kísérlet, melyet Theo J. H. Krispijn tett közzé 2001-ben, miután a boğazkalei régészeti felfedezések nagyban előmozdították a hurri nyelv kutatását.
Azoknak, akik áldoznak neked (?)
Készíts két áldozati cipót táljaikban, amikor áldozok előtte.
Az ég felé emelték áldozati ajándékaikat jólétért és szerencséért fohászkodva.
Trónod jobb oldalánál, az ezüstkard szimbólumnál áldoztam neked.
Eltörlöm (a bűnöket). Anélkül, hogy elfedném vagy tagadnám őket, elhozom eléd, hogy ez megfeleljen neked.
Szereted azokat, akik megbékélés céljából járulnak eléd.
Azért jöttem, hogy eléd helyezzem ezeket és elvigyem egy békítési szertartás alatt. Tisztelni foglak téged zsámolyod előtt (…)
Nikkal az, aki megerősíti őket. Ő teszi, hogy a házaspároknak gyermekeik legyenek.
Ő hagyja, hogy az apák gyermeket nemzzenek.
De a nemző azt kiáltja: „Ő nem szült gyermeket!” Miért nem szültem neked gyermeket, ahogy egy jó feleség teszi?

## Diszkográfia
- Music of the Ancient Sumerians, Egyptians & Greeks, new expanded edition. Ensemble De Organographia (Gayle Stuwe Neuman and Philip Neuman). CD recording. Pandourion PRDC 1005. Oregon City: Pandourion Records, 2006. [Szerepel rajta a h.6 (A Zaluzi to the Gods címmel), illetve 14 másik himnusz töredékei, M. L. West átírására támaszkodva]
- Nikkal-himnusz, De La Nada folk-jazz együttes, 2012 (angolul)